# Sinji Vrh
Sinji Vrh este o localitate din comuna Črnomelj, Slovenia, cu o populație de 69 de locuitori.